# اقامت دائمی

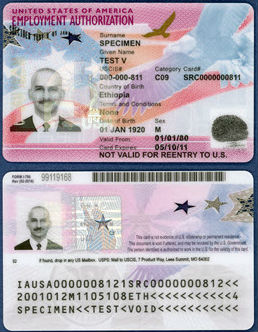
نمونه کارت اقامت دائم (گرین کارت) ایالات متحده آمریکا در سال ۲۰۱۷ که به دارنده آن حق اقامت دائم در هر نقطه از کشور شبیه به سایر آمریکایی‌ها را می‌دهد. قبل از اینکه فردی بتواند شهروند ایالات متحده شود، باید حداقل به مدت ۵ سال دارنده گرین کارت باشد و سایر شرایط اخذ تابعیت را برآورده کند.

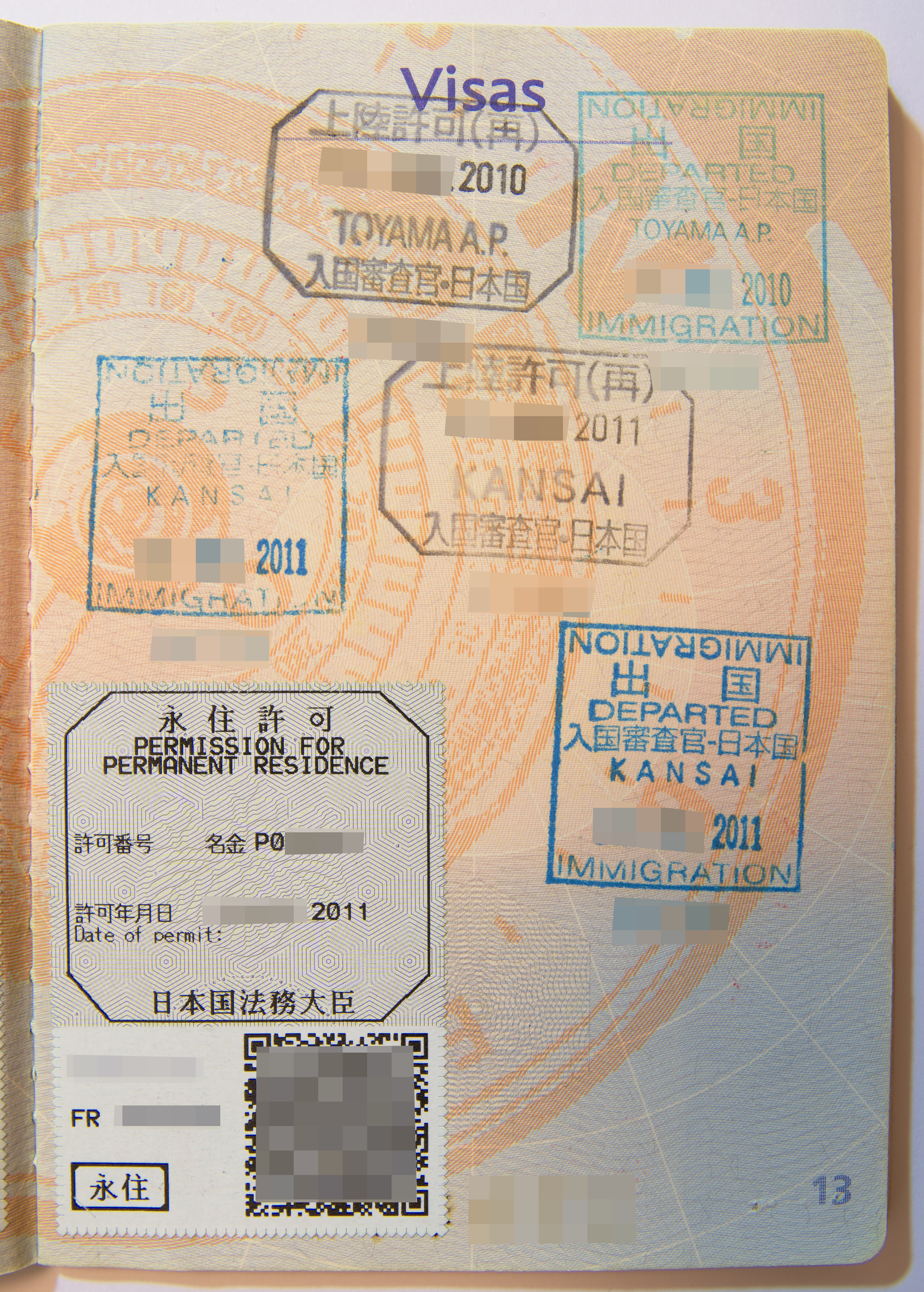
ویزای ورود و خروج ژاپن و مجوز ژاپنی برای اقامت دائم در سال ۲۰۱۱ در گذرنامه فرانسه.

اقامت دائمی (انگلیسی: Permanent residency) به معنی حق سکونت شهروندان خارجی در یک کشور دیگر برای یک دوره نامحدود است. 

## کشورهای دارای سیستم اقامت دائم
همه کشورها اجازه اقامت دائم اعطا نمی‌کنند و اجازه‌ها و شرایط هر کشور به‌طور گسترده‌ای با یکدیگر متفاوت هستند.
کشورهای عضو اتحادیه اروپا از قانون دادن اعطای اقامت دائم به یک فرد برخوردار هستند، زیرا قوانین اتحادیه اروپا این اجازه را به یک ملیت این اتحادیه می‌دهد تا پس از ۵ سال اقامت موقت بتواند اقامت دائم یک کشور اروپایی دیگر را به‌دست بیاورد. اتحادیه اروپا همچنین حق اقامت دائم برای اقامت طولانی اتباع کشورهای ثالث را به موجب دستورالعمل (EC/2003/109) می‌دهد. این رویکرد جدیدی برای همه کشورهایی بود که به این قانون پیوستند و این حقوق می‌تواند در سراسر مرزهای ملی کشورهایشان اعطا شود.
سایر کشورها در خصوص اقامت دائم تعاریف مختلفی دارند که روابطشان با سایر کشورها نیر بر این اساس تنظیم می‌گردد.
برخی کشورها، در برخی روش‌های محدود، مانند سرمایه‌گذاری در یونان بر اساس قانون Art 20 B 4251/13 یا اکسپرس انتری در کانادا از ابتدا اقامت دائم ارائه می‌دهند.

## وظایف دارندگان اقامت دائم
مقیم دائم از تعهدات اقامت خاص برای حفظ وضعیت خود برخوردار است. در برخی موارد، اقامت دائم ممکن است مشمول نوع خاصی از اشتغال یا کسب وکار باشد.
بسیاری از کشورها دوره رسمی خدمت در ارتش برای شهروندان دارند، بعضی از کشورها مثل سنگاپور این خدمات را به شهروندان دائم اختصاص می‌دهند. با این حال در سنگاپور، اکثریت ساکنان نسل اول از رفتن به خدمت در ارتش معاف هستند و تنها پسرانشان به خدمت می‌روند.
در وضعیتی مشابه، در ایالات متحده از خدمات انتخابی برخوردارند. یک ثبت نام اجباری دوره نظامی وجود دارد که همه شهروندان مرد بین ۱۸ تا ۲۶ باید این دوره را بگذرانند. این شرایط به لحاظ نظری حتی به کسانی که ساکن غیرقانونی کشور هستند اعمال می‌شود. درخواست متقاضیان اقامت دائم پذیرفته نمی‌شود. یا در صورت عدم پذیرش متقاضی به الزام در خدمت نظامی درخواست اقامتش لغو می‌شود.
اقامت دائم ممکن است در برخی از کشورها نیاز به طی کردن پروسه مینیمم زمان اقامت در کشور بعد از اعطای اقامت دائم باشد (مثل استرالیا و کانادا). در آمریکا وضعیت تابعیت یا اقامت دائم بسته به این است که اگر فرد بیش از زمان مشخص شده خارج از کشور میزبان باشد. تابعیت خود را از دست می‌دهد.
فردی که اقامت دائم دارد نیز به لحاظ شهروندی و پرداخت مالیات از شرایط مشابه فوق در آمریکا برخوردار است.

## از دست دادن وضعیت اقامت
کسی که اقامت دائم دارد اگر به وظایف شهروندی‌اش عمل نکند، وضعیت اقامت خود را از دست می‌دهد، مثلاً:
- ترک کشور بیش از حداکثر روزهای مشخص شده (در میان کشورها زمان تفاوت می‌کند اما معمولاً بیش از ۲ سال است).
- فرد مرتکب جنایات جدی شده و به تبعید رفته یا در صدد از بین بردن کشور باشد و امنیت ملی را تهدید کند.

## دسترسی به شهروندی
معمولاً کسی که اقامت دائم دارد پس از یک دوره اقامت معمولاً ۵ سال در کشور می‌تواند طبق قانون درخواست دریافت تابعیت کشور را کند. البته این موضوع بسته به قوانین هر کشور متفاوت است. تابعیت دوگانه یعنی به رسمیت شناختن دو تابعیت برای یک نفر هم بسته به قوانین هر کشور متفاوت است.